# Môťová (vodní nádrž)
Môťová  je vodní nádrž, která byla vybudována na řece Slatina v letech 1953 - 1957. Nachází se jihovýchodně od města Zvolen. Slouží pro průmysl, nadlepšení průtoků, energetiku a rekreaci.
Generálním projektantem byl Hydroprojekt Bratislava, dodavatelem stavební části byl Hydrostav Bratislava a strojní části Elektrostroj Brno. Vodní elektrárna byla uvedena do provozu v roce 1957 a čerpací stanice počátkem roku 1958. Elektrárna je instalována po pravé straně přepadových bloků. Je v ní instalována Kaplanova turbína s hltnosti 10 m³.s-1. Využívá spády od 6 do 12,5 m. Pracuje jako špičková elektrárna, s průměrnou roční výrobou 1,5 GWh.
Ve vodní nádrži Môťová bylo podle Zprávy o stavu životního prostředí z roku 2002 vydané Ministerstvem životního prostředí Slovenské republiky trvale zakázáno koupání. 
Zpravodajský portál aktuality.sk o přehradě referoval v roce 2015 slovy: "Přestože se Moťovská přehrada tváří již po desetiletí jako rekreační zóna, má od ní na míle daleko. " 

## Hráz
Výška hráze nad terénem je 12,5 m a nad základovou spárou 16,20 m. Délka hráze v koruně představuje 431,10 m a objem nádrže 3,598 mil. m³.